# 태풍 힌남노
2022년 제11호 태풍 힌남노(태풍 번호: 2211, 국제명: HINNAMNOR) 또는 필리핀 기상청 기준명 슈퍼태풍 헨리(Super Typhoon Henry)는 2022년 9월 6일 한반도에 상륙한 태풍이다. '힌남노'는 라오스에서 제출한 이름으로, 라오스에 있는 힌남노 국립보호구역을 의미한다.

## 태풍의 진행

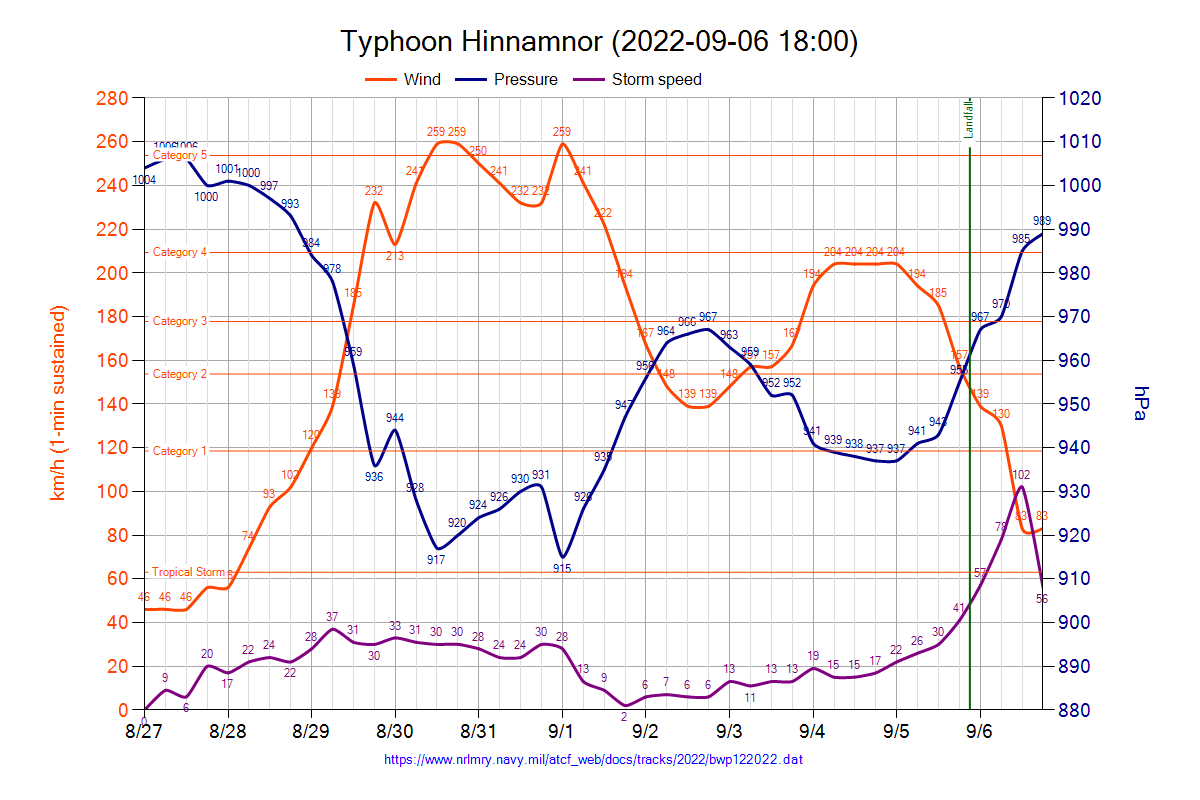

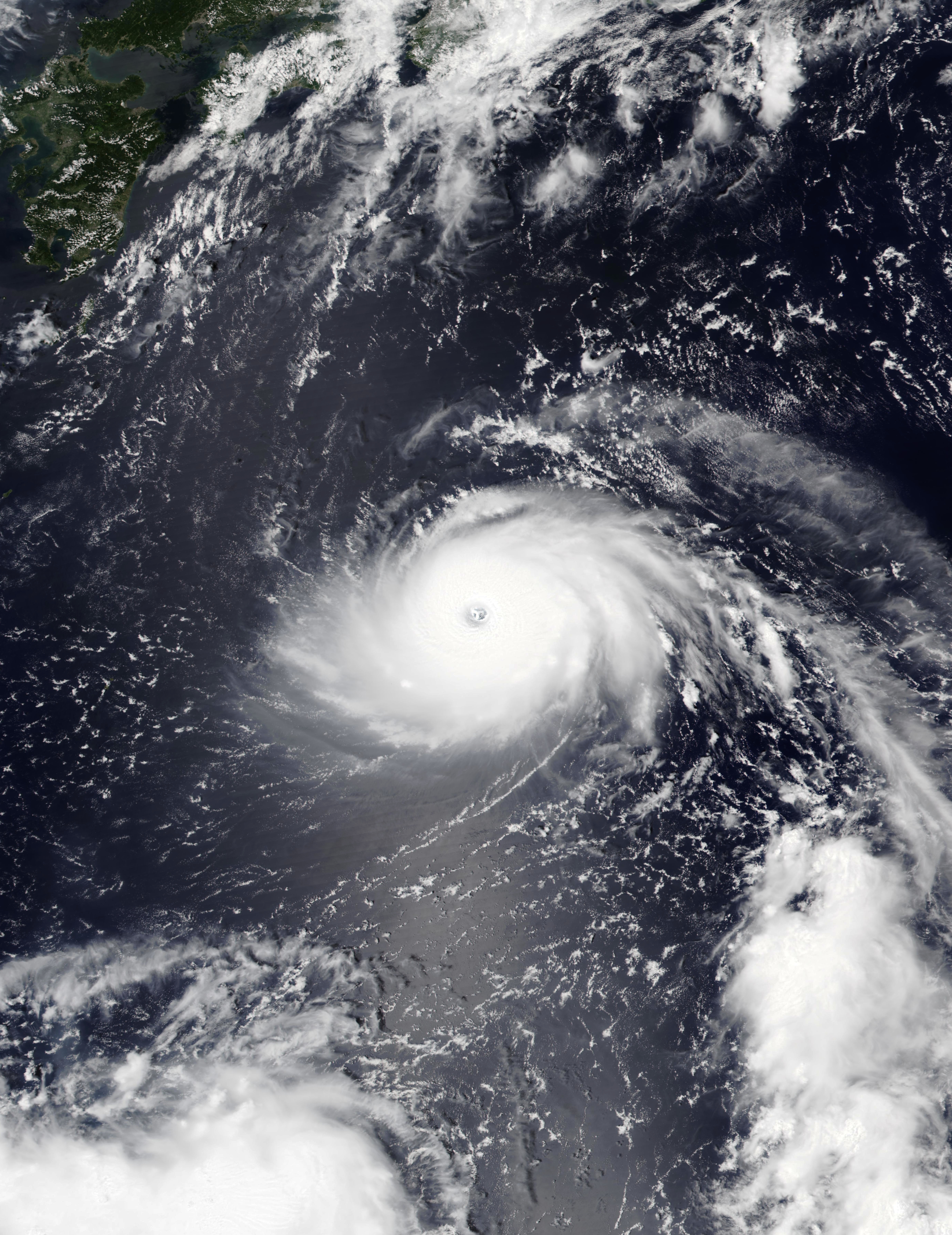
흡수전 태풍 힌남노 (8월 30일)

발생 이후 서진하며 약한 윈드시어와 높은 수온으로 인해 급발달하였고, 8월 30일 21시에 일본 오키나와 동쪽 약 560km 부근 해상에서 중심기압 920hPa, 최대풍속 54m/s의 '맹렬한' 태풍으로 1차 최성기를 맞이하였다. 최성기 이후 13W TD를 병합하는 과정에서 후지와라 효과로 인해 서남서진하면서 약해지는 듯 하다가 재발달해서 9월 1일 9시에 대만 타이베이 남동쪽 약 510km 부근 해상에서 중심기압 910hPa, 최대풍속 56m/s의 '맹렬한' 태풍으로 2차 최성기를 맞이하였다. 2차 최성기 이후 계속 서남서진 및 거의 정체하면서 강한 연직시어와 해수 뒤섞임 현상으로 인해 조직이 와해되면서 급격히 약화되었고, 9월 2일부터 북북서진으로 전향하였다. 북북서진으로 전향한 이후 동중국해로 진출하면서 약한 윈드시어와 높은 수온의 환경을 맞이하면서 9월 4일 15시에 대만 타이베이 북동쪽 약 390km 부근 해상(동중국해)에서 중심기압 940hPa, 최대풍속 46m/s의 '매우 강한' 태풍으로 재발달하였다가, 9월 5일에 북위 28도선에서 북동진으로 전향하게 되었고, 건조역과 강한 연직시어로 인해 서서히 약화가 진행되어가면서 한반도로 접근하였다. 대한민국 기상청 기준으로는 9월 6일 4시 50분에 중심기압 950hPa, 최대풍속 43m/s의 세력으로 경상남도 거제시에 상륙하였다고 발표하였다. 일본 기상청 기준으로는 9월 6일 6시에 중심기압 960hPa, 최대풍속 40m/s의 세력으로 부산광역시에 스치듯이 상륙하였다고 발표하였다. 동해상 진출 이후 빠른 속도로 북북동진하며 온대저기압화가 진행되었고, 9월 6일 21시에 일본 삿포로 서북서쪽 약 400km 부근 해상(동해)에서 중심기압 980hPa의 온대저기압으로 변질되었다고 발표하였다. 태풍 힌남노로 인해 일본 오가사와라 제도에 속한 치치지마의 공식 관측소에서 2022년 8월 29일 18시 16분에 순간최대풍속 48.4m/s를 기록하면서, 역대 8월 풍속 관측기록을 경신하였다. 태풍 힌남노로 인해 대한민국 경상북도 울릉군 공식 관측소에서 2022년 9월 6일에 순간최대풍속 43.4m/s를 기록하였다. 태풍 힌남노로 인해 대한민국 부산광역시에서 9월 6일 5시 42분에 해면기압이 959.7hPa까지 떨어졌다. 태풍 힌남노의 영향으로 2022년 9월 6일 대한민국 경상북도 포항시의 일강수량이 342.4mm를 기록하였다. 2022년 11월 24일에 발표된 일본 기상청의 2022년 제11호 태풍 힌남노(HINNAMNOR)의 사후해석에서 9월 6일 6시에 일본 기상청 기준으로 중심기압 965hPa, 최대풍속 36m/s의 세력으로 부산광역시에 상륙한 것이 확정되었다.

## 피해

### 대한민국
태풍 힌남노로 인해 14명이 사망하고, 6명이 부상을 입었다.
전국적으로 162건, 6만 6,341호가 정전 피해를 입었다. 이 중 제주도에서는 9월 6일 태풍으로 인해 7,968가구가 정전 피해를 입었다.
침수 피해 등으로 인해 임시주거시설로 일시 대피한 주민은 2,906명인 것으로 집계되었다.

#### 포항시, 경주시
태풍 힌남노는 2022년 9월 6일 포항시와 경주시에 가장 큰 피해를 남기고 동해로 빠져나갔다. 오전 6시에 형산강에 홍수경보가 발령됐으며, 청림동, 장성동, 연일읍 등이 물에 잠겼다. 송도동 일대는 송도해수욕장 부근 해안도로가 침수돼 통행이 통제됐다. 오천읍의 냉천이 범람해 옆 아파트를 덮쳐 지하주차장에서 주민 9명이 고립되어 7명이 사망했다. 해병대 1사단은 오전 6시 5분에 포항시 남구 청림동 일대가 침수됨에 따라 고립이 예상되는 주민을 구조하기 위해 한국형 상륙돌격장갑차(KAAV) 2대와 고무보트(IBS) 3대를 남부소방서에 배치했다.
경주시에서는 건천읍 송선저수지와 하동 하동저수지의 붕괴 위험으로 주민들이 대피했다.

### 일본
태풍으로 인해 4명이 부상을 입었다.
오키나와 전력은 오키나와현 3,450가구가 정전 피해를 입었다고 밝혔다. 또한, 다이토 제도에서 3억 6,000만 엔(약 35억 원) 상당의 사탕수수 피해가 보고되었다.

## 대응

### 대한민국
윤석열 대통령은 9월 3일, 이상민 행정안전부 장관에 '선 조치, 후 보고' 선제 가동을 포함한 최고 단계의 대응 태세를 마련할 것을 지시했다.
한덕수 국무총리는 9월 3일, 태풍 영향권에 있는 시·도 단체장들에 재해 취약 지역과 위험 요소를 사전에 점검하여 인명 피해가 최소화될 수 있도록 노력할 것을 당부했다. 또한, 초·중·고등학교 재량 휴업 검토를 지시했다.

### 일본
일본 기상청은 태풍에 대한 '엄격한 경계'를 당부했고, 태풍이 접근함에 따라서 안전한 건물이나 대피소로 이동할 것을 권고했다.

### 대만
대만 중앙기상국은 9월 2일, 태풍이 접근함에 따라 태풍 '경고' 단계를 발령했다.

## 관련 통계
| 순위 | 태풍 번호 | 태풍 이름     | 최저 해면 기압 | 관측 연월일 | 관측 장소 |
| ---- | --------- | ------------- | -------------- | ----------- | --------- |
| 1위  | 5914      | 사라          | 951.5 hPa      | 1959/9/17   | 부산      |
| 2위  | 0314      | 매미          | 954.0 hPa      | 2003/9/12   | 통영      |
| 3위  | 2009      | 마이삭        | 957.0 hPa      | 2020/9/03   | 거제      |
| 4위  | 2010      | 하이선        | 957.6 hPa      | 2020/9/07   | 부산      |
| 5위  | 3693      | (태풍 3693호) | 959.4 hPa      | 1936/8/27   | 제주      |
| 6위  | 0014      | 사오마이      | 959.6 hPa      | 2000/9/16   | 통영      |
| 7위  | 2211      | 힌남노        | 959.7 hPa      | 2022/9/6    | 부산      |
| 8위  | 8705      | 셀마          | 961.5 hPa      | 1987/7/15   | 서귀포    |
| 9위  | 8712      | 다이너        | 961.7 hPa      | 1987/8/31   | 부산      |
| 10위 | 1215      | 볼라벤        | 961.9 hPa      | 2012/8/28   | 흑산도    |

## 오타
- 이름 때문에 메갈리아 등에서 남성을 비하하는 단어인 한남을 합쳐 '한'남노로 오기한 언론, 기업이 많다.

## 같이 보기
- 2022년 태풍